# Halocarpus biformis
Halocarpus biformis är en barrträdart som först beskrevs av William Jackson Hooker, och fick sitt nu gällande namn av Christopher John Quinn. Halocarpus biformis ingår i släktet Halocarpus och familjen Podocarpaceae. Inga underarter finns listade i Catalogue of Life.
Arten växer i Nya Zeeland på båda huvudöar och på Stewart Island. Den hittas i regioner som ligger 550 till 1400 meter över havet. I sumpmarker av den vulkaniska platån på Nordön förekommer arten bredvid Halocarpus bidwillii. Annars ingår Halocarpus biformis ofta i skogar med andra träd. Andra träd i skogarna är bland annat Podocarpus nivalis, Phyllocladus trichomanoides och Nothofagus solandri. På öppna ställen bildar Halocarpus biformis ofta två meter höga buskar och den låga växtligheten utgörs av gräs eller halvgräs.
Endast träd i bergstrakternas låga delar utanför träskmarkerna brukades under historisk tid inom skogsindustrin. Andra hot är inte kända. Liksom andra inhemska träd är Halocarpus biformis skyddad enligt lag. Beståndet anses vara stabilt. IUCN kategoriserar arten globalt som livskraftig.